# Type 16 et 16bis État belge
Ne doit pas être confondu avec Type 16 SNCB.
Les Type 16 et Type 16bis des Chemins de fer de l'État belge étaient une série de locomotives à vapeur pour trains express de disposition Mogul (disposition d'essieux 130) à cylindres intérieurs mises en service entre 1897 et 1898 pour assurer le trafic sur la ligne du Luxembourg.

## Histoire

### Origines
La ligne du Luxembourg, bâtie en 1845-1859 et nationalisée en 1873, a toujours été particulièrement difficile à exploiter du temps de la vapeur à cause de son tracé marqué par de fort nombreuses montées et descentes de 16 ‰ (16 mm/m).
Afin de faire face à l'accroissement du poids des trains sur cette ligne importante, l’État belge y mobilise les meilleures locomotives provenant des compagnies privées et met au point les locomotives type 2 (voyageurs, roues d'1,7 m) et type 29 (marchandises, roues d'1,3 m) en modifiant les plans des locomotives pour marchandises type 28 créés au début des années 1860.
Les type 2 étant notoirement insuffisantes lorsque les trains de voyageurs sont constituées de nouvelles voitures plus confortables, et plus lourdes, les locomotives type 6 sont mises au point par les ingénieurs Alfred Belpaire et L.-R. Masui qui créeront aussi des locomotives à voyageurs pour lignes faciles et des engins pour les marchandises sur la ligne du Luxembourg (type 25). Après trois prototypes expérimentaux, 34 machines de série arrivent en 1889-1894.
Ces grandes locomotives disposition Mogul à cylindres intérieurs reposent sur un châssis massif avec deux longerons extérieurs aux roues et reçoit une chaudière proche de celle des type 25 avec un foyer occupant tout le gabarit en largeur mais avec un rétrécissement à l'avant à cause des roues motrices (qui sera source de problèmes). Les roues motrices de 1 700 mm et de nombreux aspects du châssis et de la chaudière seront repris pour donner naissance au type 16, créé dans l'espoir de remédier à la série de défauts dont souffre le type 6, qui conduisent à des performances en service courant moins bonnes qu'escomptées.

### Mise au point

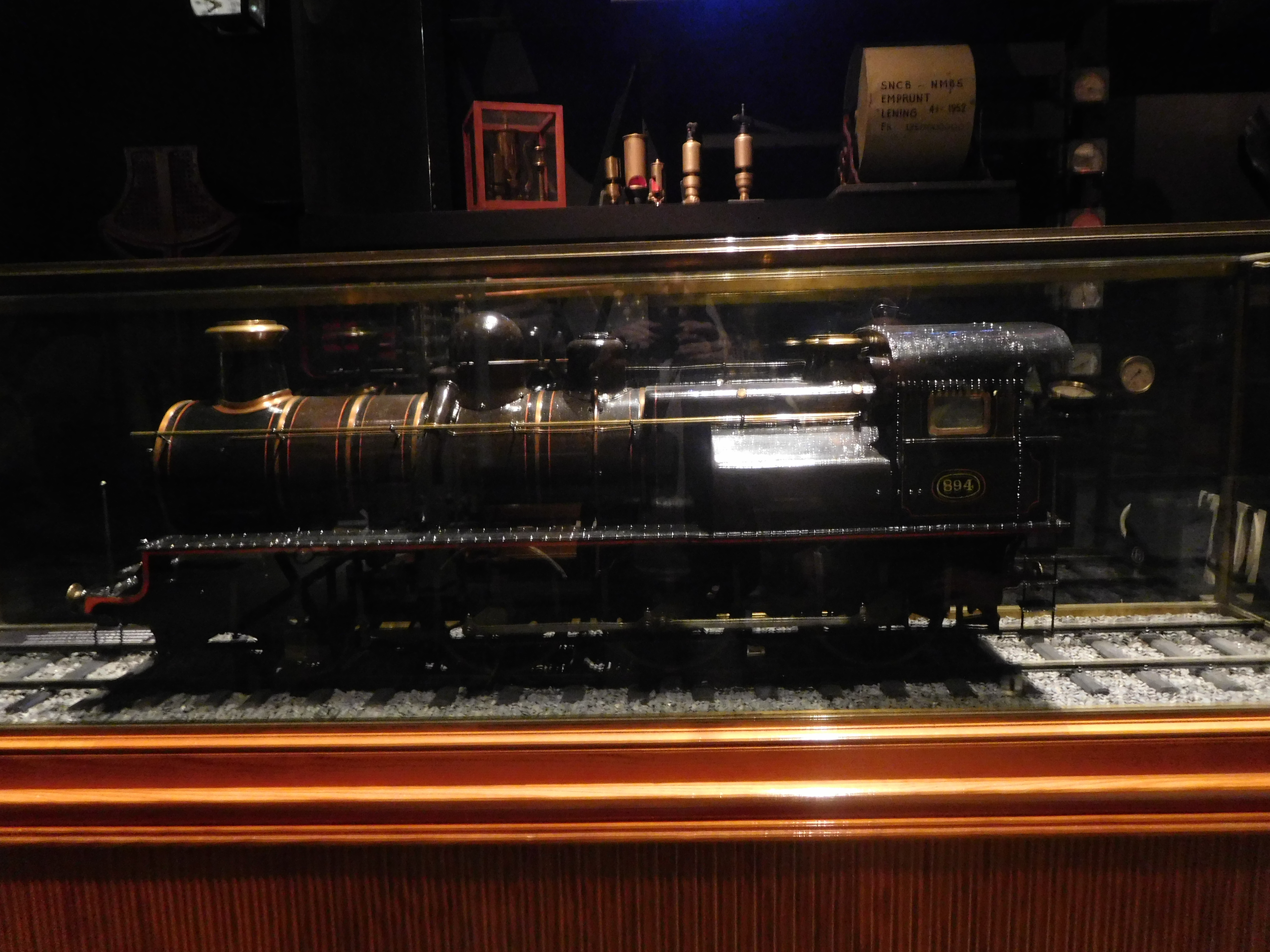
Maquette de la locomotive type 16 prototype n°894.

Le premier prototype du type 16 aurait été réalisé en partant d'une locomotive type 6 inachevée qui occupait l'usine de la Société Métallurgique de Couillet ; elle sortira finalement avec le n° constructeur 1165 et le matricule État belge 914. On la retrouve dans la halle des machines de l'Exposition Universelle de 1897 à Tervueren. Parallèlement, l'Atelier central de Malines réalise un deuxième prototype (peut-être aussi en transformant une locomotive plus ancienne) ; il reçoit le matricule 894.
La locomotive exposée à Tervueren fait forte impression, aux côtés de la n°940 État belge : une Mallet 030+030T. Par rapport au type 6, la chaudière est plus longue (le châssis aussi) et d'un diamètre plus important, tout comme les cylindres ; le foyer est légèrement moins large mais plus long, et toujours plus étroit dans sa partie frontale ; l'abri du conducteur est d'un aspect différent, avec une vitre par face ; il faut toujours une équipe de deux chauffeurs qui ont chacun une double porte pour pelleter le charbon dans le vaste foyer Belpaire à fond plat. Comme sur leurs devancières, les cylindres — inclinés et attaquant le deuxième essieu moteur — sont positionnés en arrière de l'essieu porteur, à l'écart de la boîte à fumée. Sur les type 16, cette distance est plus importante et un gros tuyau de livrance relie les cylindres au dôme de chaudière ; comme le veut la mode de l'époque aux Chemins de fer de l’État belge, la cheminée est forme tronconique. La pression maximale de la chaudière est de 12,5 atm contre 10 sur les type 6.
15 autres locomotives, sans différences fondamentales avec les prototypes, sont livrées en 1897 puis 10 autres qui se reconnaissent par leur cheminée décalée vers l'arrière en 1898. Le tout est construit par Couillet (2230-2234, 2377-2381), la Société Franco-Belge (2235-2239, 2382-2386) et les Ateliers métallurgiques de Tubize (2240-2244).
Les Chemins de fer de l’État belge avaient coutume d'attribuer à une partie de leurs machines neuves des matricules repris à des locomotives radiées. En résulte une numérotation légèrement discontinue, :
- les prototypes numérotés 894[10] et 914[11] portent (hasard ou non) le matricule de deux locomotives pour marchandises issues de la Grande compagnie du Luxembourg et radiées en 1896[12],[13].

- les quinze machines de la première série, fournies en 1897, sont immatriculées 2230-2244 ;
- celles de la seconde tranche de 1898 portent les numéros 2377-2386 ; il s'agit dans les deux cas de la première occurrence de ces matricules.

### En service
Malgré des résultats prometteurs et une puissance accrue grâce à la chaudière de plus forte pression et les cylindres agrandis, les locomotives type 16 souffrent des mêmes défauts que les type 6 en service courant : la puissance maximale ne peut être atteinte lors d'efforts soutenus et le foyer Belpaire démesuré et de forme compliquée demande un travail harassant à l'équipe de conduite, il fallait en effet maintenir sans cesse une fine couche de charbon sur le feu au lieu de laisser brûler un lit de combustible plus épais comme sur les locomotives à foyer profond en service à l'étranger. Le foyer Belpaire à fond plat, inventé dans les années 1860, est arrivé aux limites de ses capacités et augmenter son volume ne suffit plus.
Le départ à la retraite puis la mort de Masui et Belpaire (ce dernier décéda en 1893 et n'a pas travaillé sur le type 16) laisse le service Traction et Matériel en manque d'inspiration. En témoignent la reprise de la construction de modèles datés et la commande aux États-Unis et en Écosse de plusieurs locomotives.

### Nouvelle génération de locomotives à foyer étroit
C'est justement d’Écosse (où l'ingénieur John F. Macintosh du Caledonian Railway aide à la mise au point des locomotives type 17 et 30) que seront tirées les lignes directrices d'une nouvelle génération de locomotives, construites en Belgique à partir de 1899. Leur foyer étroit est de type profond, ou semi-profond, brûlant des briquettes ou du charbon tout-venant dans des conditions plus faciles pour le chauffeur, donnant lieu à des performances supérieures aux locomotives Belpaire de dernière génération. 
Des locomotives type 17 puis 18 seront employées en double traction sur les express internationaux de la ligne du Luxembourg mais leurs deux paires de grandes roues motrices taillées pour la vitesse ne les destinaient par à la remorque de convoi lourds sur les fortes rampes. À partir de 1904, les locomotives type 35, des Ten wheel dérivées de machines pour marchandises (auxquelles on ajoute un bogie et une plus grande chaudière) seront essayées sur la Ligne du Luxembourg mais s'avéreront à leur tour un échec.
C'est de France (chemins de fer du Paris-Orléans) que viendra la relève des types 6 et 16 en 1905. L'ingénieur Émile Solarcoup, en partant des Atlantic Nord, avait réalisé un modèle de Ten Wheel à quatre cylindres compound de Glehn pour remorquer des express semi-directs ou des trains sur des lignes trop accidentées pour les Atlantic. L'ingénieur Jean-Baptiste Flamme réalise pour l’État belge une version très proche, le type 8, qui feront preuves de bonnes performances sur les trains rapides entre Bruxelles, Namur et Arlon.

### Type 16bis
Alors qu'une partie des grandes Mogul de la ligne du Luxembourg, victimes de leurs problèmes multiples qui réclament de fréquentes réparations, est garée hors-service — plusieurs type 6 seront mêmes envoyées à la démolition — l'ingénieur Flamme réfléchit à appliquer à ces machines encore jeunes la formule qui a fait ses preuves du foyer profond.
Dès 1904, plusieurs type 6 ont reçu une nouvelle chaudière timbrée à 12 atm dont le foyer profond descendant entre les longerons ne fait plus que 1,066 m de large contre plus de 2 m. La puissance est au rendez-vous à tel point que le châssis doit être renforcé.
En 1906, une transformation semblable est appliquée au type 16. La nouvelle chaudière se reconnaît à son foyer étroit, s'amincissant vers le bas, et à sa petite cheminée d'un type nouveau, améliorant le tirage, l'aérodynamisme et l'esthétique. Les performances sont elles aussi à la hausse tandis que la consommation de charbon est en nette baisse.
Les type 16 transformées en 16bis sont les 2230-2232, 2235, 2237-2241, 2244, 2378-2383 et 2386 qui conservent leur matricule d'origine.
L'arrivée à partir de 1910 des Pacific du type 10 sonne la fin du programme de reconstruction des types 6 et 16, lesquelles perdent le service des trains les plus lourds prestigieux au profit des nouvelles venues qui y régneront quasi sans partage jusqu'en 1956 !
Les type 16bis affectées Bruxelles-Nord sont de plus en plus utilisées sur des trains vers Liège, voire Ostende, ou des omnibus lourds sur la ligne du Luxembourg tandis que les machines non transformées sont garées.

### Fin de carrière
Lorsque éclate la Première Guerre mondiale, au moins 13 type 16 et 16bis ne parviennent pas à être évacuées et sont classées par l'occupant dans la série prussienne P03 qui regroupe aussi pèle-mêle des type 6 et 6bis. Usées par un service intensif ou démolies pour récupérer pièces de rechange et matériaux stratégiques, beaucoup sont retirées du service, tout comme celles emmenées en France et garées à l'air libre. Après l'armistice, il reste à l'inventaire onze type 16bis ainsi que trois type 16.
Regroupées à la remise de Landen aux côtés des deux uniques représentantes des types 6 et 6bis, elles sont utilisées en 1922 dans six roulements sur des trains de voyageurs semi-directs sur les lignes vers Liège, Louvain et Namur. L'année suivante, le nombre de roulements est réduit à deux et toutes sont retirées du service en 1924. L'arrivée de locomotives plus modernes et simples d'utilisation (dont de nombreux modèles prussiens et américains) a rendu ces pesantes machines inutiles.

## Autres locomotives type 16
Ce modèle ne doit pas être confondu avec une autre locomotive à vapeur belge dénommée type 16 construite de 1905 à 1913 et dont un exemplaire est préservé. Il s’agit d’une version dotée d’un surchauffeur des locomotives type 15 (État belge) qui était à ses débuts classés dans la série 15S. En 1925, le type 16 d'origine ayant disparu, elles sont renumérotées comme suit tandis que la sous-série à foyer profond des type 15 sans surchauffe devient le type 14.